# Marija Schtscherbatschenko

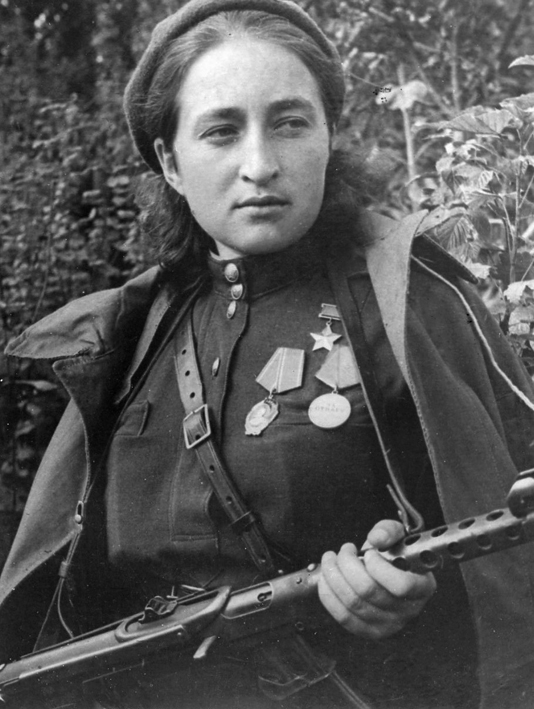
Marija Schtscherbatschenko

Marija Sachariwna Schtscherbatschenko (ukrainisch Марія Захарівна Щербаченко, * 14. Februar 1922 in Jefremiwka, heutiger Rajon Losowa; † 23. November 2016 in Kiew) war eine sowjetisch-ukrainische Sanitäterin und Juristin.

## Biografie
Im März 1943 wurde sie in die Rote Armee eingezogen. Nach Abschluss der Ausbildung zur Krankenschwester an der Medizinischen Schule in Samarqand wurde sie im Juni 1943 in die aktive Armee versetzt.
Sie war Sanitäterin im 885. Schützenregiment der Woronescher Front. In der Nacht des 24. September 1943 gehörten sie und ihre Einheit von 12 Infanteristen zu den Ersten, die in der Schlacht am Dnepr den Fluss in der Nähe des Dorfes Hrebeni (Rajon Obuchiw) überquerten. Innerhalb von 10 Tagen trug sie 112 verwundete Soldaten und Offiziere vom Schlachtfeld und leistete Erste Hilfe.
Im Mai 1944 wurde sie zu einer antifaschistischen Kundgebung in Moskau eingeladen. Dort malte Alexander Gerassimow im Auftrag des Zentralkomitees des Komsomol ein Porträt von ihr. Nach dem Krieg wurde sie demobilisiert, studierte an der juristischen Fakultät von Taschkent und arbeitete bis zu ihrer Pensionierung als Anwältin. Seit 1962 wohnte sie in Kiew.

## Auszeichnungen
- Held der Sowjetunion & Leninorden (23. Oktober 1943)[5]
- Florence-Nightingale-Medaille (1973)[5]
- Bogdan-Chmelnizki-Orden & Orden des Vaterländischen Krieges 1. Klasse (6. April 1985)[5]
- Ehrenbürgerin von Hrebeni, Jahotyn und Rschyschtschiw (22. September 1994)[5]
- Ehrenbürgerin von Kiew (25. Mai 2000)[5]